# راسل محمود لیتون
راسل محمود لیتون (بنگالی: রাসেল মাহমুদ লিটন؛ زادهٔ ۳۰ نوامبر ۱۹۹۴) بازیکن فوتبال اهل بنگلادش است.
از باشگاه‌هایی که در آن بازی کرده است می‌توان به باشگاه فوتبال شیخ راسل اشاره کرد.
وی همچنین در تیم‌های ملی فوتبال زیر ۲۳ سال بنگلادش، و بنگلادش بازی کرده است.